# Walter Nowak (SS-Mitglied)
Walter Alois Nowak (* 12. Mai 1912 in Dresden; † unbekannt) war ein deutscher SS-Scharführer, der als Pfleger und Transportbegleiter in der NS-Tötungsanstalt Sonnenstein fungierte und anschließend im Vernichtungslager Sobibor eingesetzt war.

## Leben
Nowak beantragte am 13. Dezember 1940 die Aufnahme in die NSDAP und wurde zum 1. April desselben Jahres aufgenommen (Mitgliedsnummer 8.052.212). Er schloss sich auch der SS an. Er war Pfleger und Transportbegleiter in der NS-Tötungsanstalt Sonnenstein. Anschließend wurde er ins Vernichtungslager Sobibór abkommandiert.
Dort war er mit Erich Hermann Bauer zuständig für Aufsicht in der Haarschneidebaracke. Die weiblichen Transportjuden mussten sich nach ihrer Ankunft in Sobibór entkleiden. Geschah das nicht, wurden sie von den SS-Männern Rudolf Beckmann, der während des Aufstands von Sobibór getötet wurde, und Michel angebrüllt. Anschließend wurden sie in den Weg zu den Gaskammern, dem sog. Schlauch, getrieben. Auf dem Entkleidungsplatz erschienen unverzüglich Walter Nowak und Josef Wolf, der ebenso beim Aufstand getötet wurde, mit seinem Bruder Franz Wolf, die schnellstens den Platz räumten, damit er für die nächsten Vernichtungstransporte frei war. Die nackten Frauen wurden in die Haarschneidebaracke getrieben, wo junge Häftlinge, beispielsweise der 15-jährige Thomas Blatt mit Scheren in der Hand warteten. Als die Frauen in die Baracke kamen, in der Nowak seinen Dienst verrichtete, schreckten sie vor Scham zurück. Wer nicht schnell genug dem Befehl „Hinsetzen“ folgte, wurde von der SS mit Peitschen geschlagen. Die Haare wurden ihnen im Zeitraum von einer halben Minute abgeschnitten. Polnische Juden, die sich weigerten, wurden zusammengeschlagen und in einen Korridor zu den Gaskammern gebracht. Die Haare wurden in Ballen aus dem Lager nach Lublin gebracht und von der dortigen SS-Standortverwaltung an die Firma Reimann nach Breslau gesandt, die für ein Kilogramm eine halbe Reichsmark bezahlte.
Manchmal führte Nowak auch das Außenkommando, das Waldkommando, das Holz für die Verbrennung der Leichen in dem nahegelegenen Wald schlug. Nowak war häufig im Lager III. Dies wurde nach dem Zweiten Weltkrieg von Paul Rost bestätigt.  Nach einer älteren Darstellung von Jules Schelvis wurde er beim Aufstand von Sobibór am 14. Oktober 1943 von den Lagerinsassen getötet. Bestätigt haben dies der Häftling Stanisław Szmajzner und Erich Hermann Bauer am 23. September 1960 während seiner Gerichtsverhandlung in Berlin.
Nowaks Zeit in Sobibor war nicht Gegenstand des Dresdner „Euthanasie“-Prozesses. Paul Rost sagte 1946 aus, dass Nowak zuletzt „bei der Polizei in Italien“ gewesen sei. Zuletzt habe er ihn im amerikanischen Entlassungslager Habach bei Garmisch-Partenkirchen getroffen. Nowak habe damals nach Hause gewollt. Nach seiner Entlassung 1947 wurde erfolglos nach Nowak gefahndet. Die Pirnaer Kreispolizei stellte 1946 im Haus Nowaks geraubte Uhren und goldene Schmuckstücke sicher. Seine Ehefrau bestätigte während der polizeilichen Vernehmung, dass er Angehöriger eines SS-Sonderkommandos in Sobibór gewesen war.